# Álvaro Gómez Hurtado
Álvaro Gómez Hurtado (Bogota, 8 mai 1919 - Bogota, 2 novembre 1995) est un avocat, homme politique, écrivain et journaliste colombien, fils du président Laureano Gómez, qui avait gouverné le pays de 1950 à 1953.

## Biographie
Après des études de droit à Bruxelles, conclues par une thèse en droit juridique romain, il participe aux entreprises de presse de son père, en particulier au journal El Siglo. Au cours de sa carrière politique au sein du parti conservateur, il occupe les mandats de représentant au Congrès, de sénateur. Il occupe ensuite le poste d'ambassadeur de Colombie en Suisse, en Italie, aux États-Unis et en France. 
Trois fois candidat aux élections présidentielles (1974, 1986 et 1990), il est à chaque fois second derrière un candidat libéral. Après avoir été séquestré puis libéré par le M-19 en 1988, il est délégué à l'assemblée constituante de 1991, qu'il préside aux côtés de Horacio Serpa et Antonio Navarro Wolf (en). Ce dernier était, ironiquement, un ancien dirigeant du M-19, mouvement qui avait depuis déposé les armes. 
Gómez Hurtado meurt assassiné le 2 novembre 1995 à Bogotá.